# Paloma de la paz (escultura)
Paloma de la paz (en euskera, Bakearen Usoa) es una escultura de Néstor Basterretxea creada en 1980; fue encargada por el Ayuntamiento de San Sebastián.       

## Historia
A finales de los años 80, el Ayuntamiento de San Sebastián encargó a Néstor Basterretxea que realizase esta monumental obra como un símbolo del compromiso de la ciudad con la paz, la libertad y la convivencia. El consejo la compró en el departamento de cuentas de "Esculturas en la calle" por 10 millones de pesetas.
 

De hecho, al escultor vizcaíno se le ocurrió la idea de utilizar un símbolo universal de la paz y creó una paloma gigante con un perfil firme, de siete metros de altura, nueve metros de ancho y uno de fondo, de cuatro toneladas de peso, con hierro recubierto con poliéster blanco. 

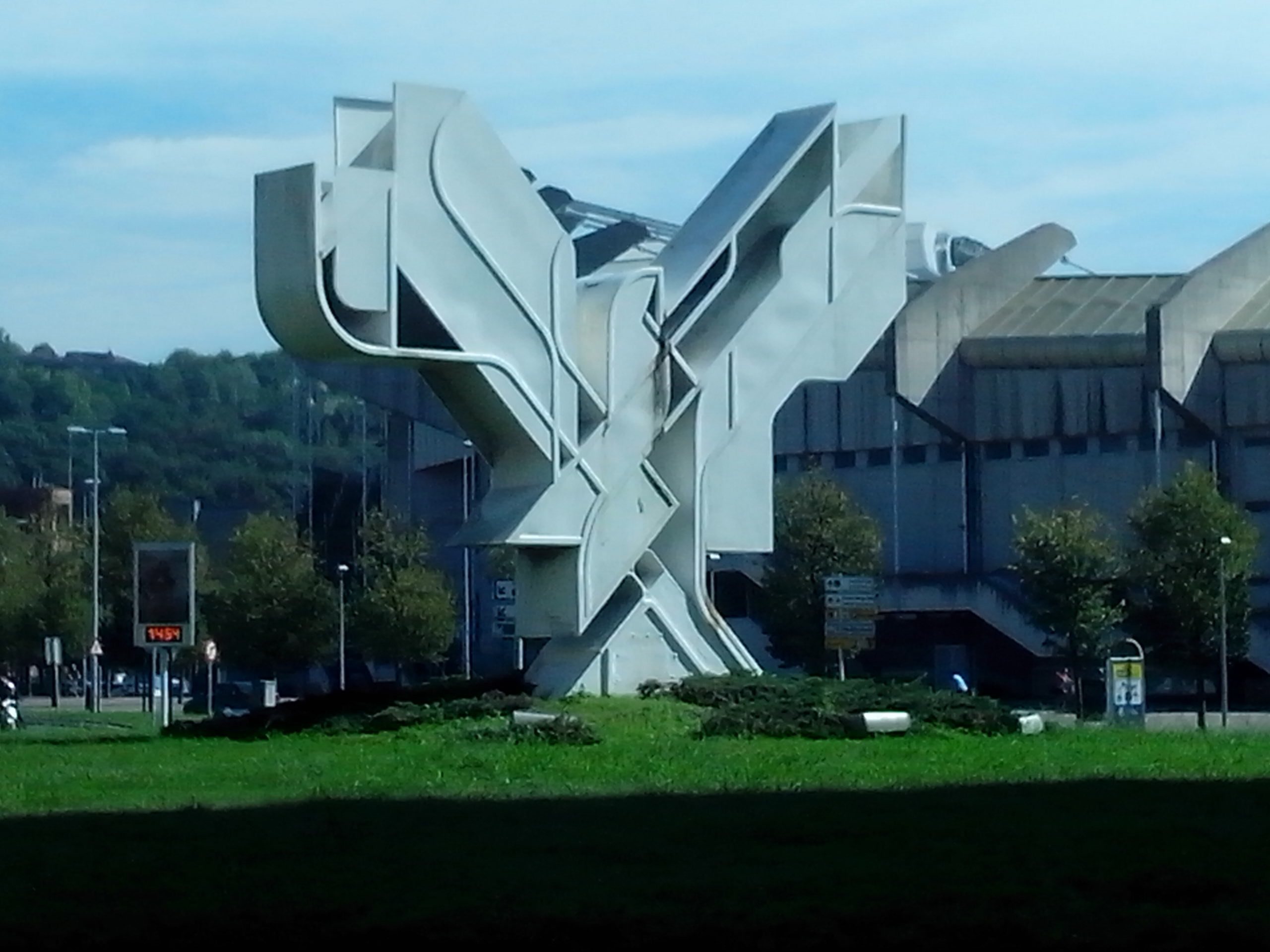
Bakearen Usoa frente al estadio de Anoeta

Desde su inauguración el 21 de diciembre de 1988 frente al Golfo de Vizcaya en la playa de La Zurriola, la escultura ha sufrido diversos traslados. Debido a las obras del Palacio de Congresos y Auditorio Kursaal, el 18 de octubre de 1998 la escultura, creada para ser vista desde el frente, fue colocada en la Plaza Aita Donostia, frente al estadio de Anoeta. El 10 de diciembre de 2014 fue vuelta a su lugar original en Zurriola, compartiendo espacio con obras de Jorge Oteiza y Eduardo Chillida.